# Општина Катане (Долж)
Катане (рум. Catane) општина је у Румунији у округу Долж.
Oпштина се налази на надморској висини од 38 m.

## Становништво

### Хронологија
| Година       | 2004 | 2005 | 2006 | 2007 | 2008 | 2009 | 2010 | 2011 | 2012 | 2013 | 2014 | 2015 | 2016 | 2017 |
| ------------ | ---- | ---- | ---- | ---- | ---- | ---- | ---- | ---- | ---- | ---- | ---- | ---- | ---- | ---- |
| Становништво | 1812 | 1822 | 1821 | 1840 | 1875 | 1888 | 1901 | 1917 | 1938 | 1952 | 1951 | 1964 | 2014 | 2003 |